# City Island híd
A City Island híd összeköttetést nyújt Bronx, City Island és Rodman's Neck között. Az eredeti híd szerkezetét tekintve vasbeton, teljes hossza 290 méter volt. 1899-ben kezdték el építeni és 1901-ben fejezték be. Építési költsége $200 000. Az költségbe beletartozott az öt pillér, a középső forgó résszel, amit 1963-ban fix pillérre cseréltek.
A sziget régi hídját 2017-ben egy új váltotta fel.

## Egy új híd tervezete

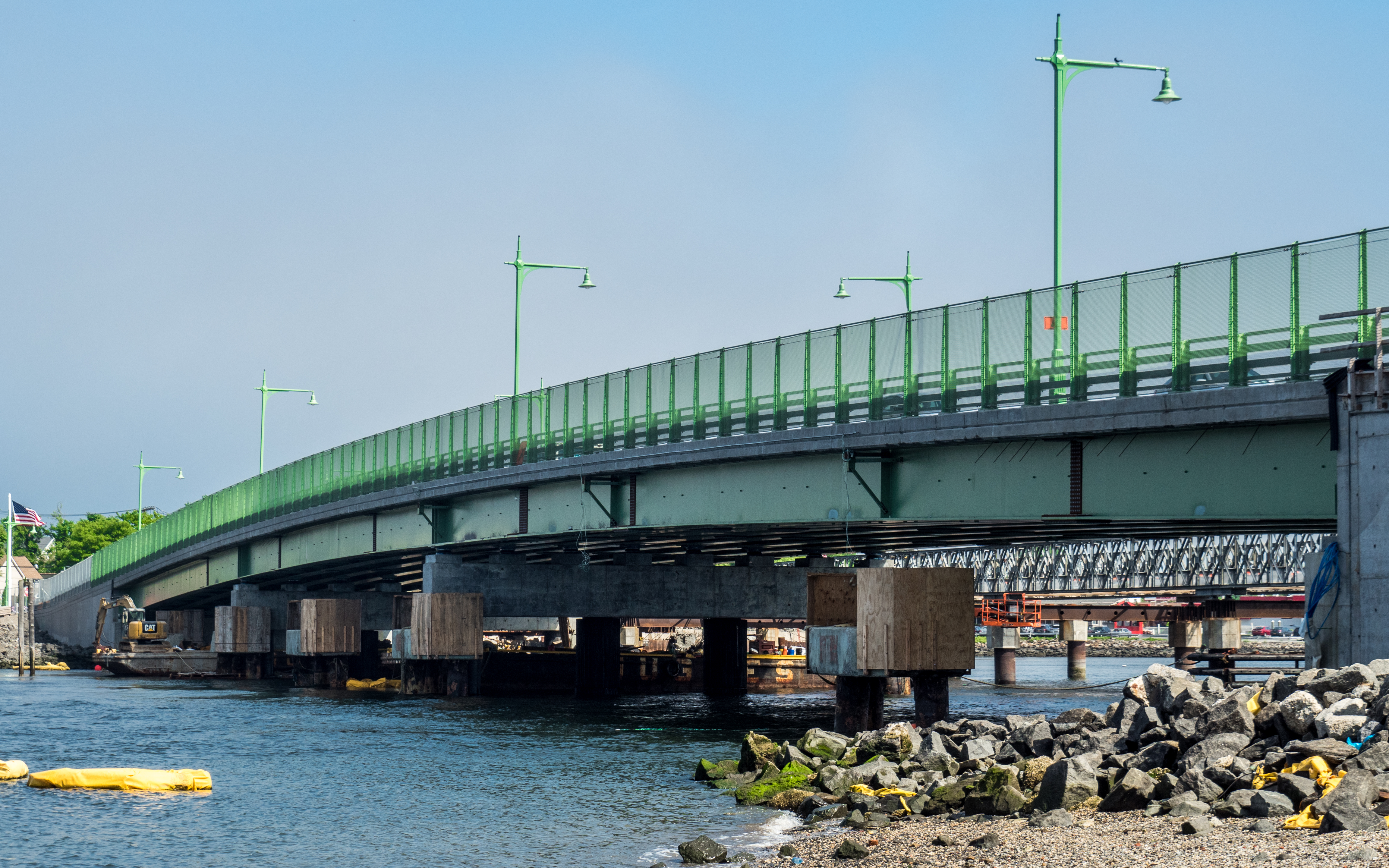
Az új híd 2018-ban

A város tervbe vette a jelenlegi híd lebontását, és helyettesítését egy ferdekábeles híddal. A jelenlegi elképzelések szerint az új híd tornya 46 m magas lenne, 4 m széles a tetejénél, s 8 m az alapjánál. Az új híd alapja teljesen megegyezne a jelenlegi hídéval, bár 5,2 méterrel szélesebb lenne, így adva helyet egy bicikli útnak, és egy járdának. A sávok is valamivel szélesebbek lennének a járművek számára. Az eredeti tervek szerint a projektnek 2007-ben el kellett volna kezdődni, és 2010-ben adták volna át az új hidat. de jelenleg úgy tűnik 2011-ben kezdődnek majd el a munkálatok. 2005-ben a jelenlegi híd lebontása, és az új híd építési költsége $50 millió, 2009-ben viszont ez az összeg már elérte a $150 milliót. City Island néhány lakosa ellenezte az új híd megépítését, arra hivatkozva, hogy az új, viszonylag magas torony kitűnne a sziget alacsony épületei közül.
A sziget új hídját 2017. október 29-én adták át.